# Leela Zero
Leela Zero è un programma per giocare a go gratuito e open source, sviluppato dal programmatore belga Gian-Carlo Pascutto, l'autore del motore scacchistico Sjeng e del motore go Leela.
L'algoritmo di Leela Zero si basa sull'articolo del 2017 di DeepMind su AlphaGo Zero. A differenza del Leela originale, che contiene molte conoscenze umane ed euristiche programmate, il codice di Leela Zero conosce solo le regole di base del gioco e nient'altro. La conoscenza che rende Leela Zero un giocatore forte è contenuta in una rete neurale, che viene addestrata sulla base dei risultati delle partite che il programma ha giocato.
Leela Zero è addestrato tramite uno sforzo distribuito, che è coordinato sul sito web di Leela Zero. I membri della comunità forniscono le risorse di elaborazione eseguendo il client, che gioca partite contro sé stesso e le invia al server, dove sono utilizzate per addestrare le reti neurali più recenti. In generale, oltre 500 client si sono connessi al server per contribuire con le risorse. La comunità ha fornito anche contributi di codice di alta qualità.
Leela Zero è arrivato terzo al torneo BerryGenomics Cup World AI Go a Fuzhou, Fujian, Cina il 28 aprile 2018. The New Yorker, alla fine del 2018, ha definito Leela e Leela Zero "i motori Go open source di maggior successo al mondo".
All'inizio del 2018, un altro gruppo ha derivato Leela Chess Zero dallo stesso codice, anche per verificare i metodi esposti nell'articolo su AlphaZero applicandoli al gioco degli scacchi. L'utilizzo di Google TPU da parte di AlphaZero è stato sostituito da un'infrastruttura di crowdsourcing e dalla possibilità di utilizzare GPU per schede grafiche tramite la libreria OpenCL. Anche così, ci si aspetta che ci vorrà un anno di addestramento in crowdsourcing per recuperare la dozzina di ore in cui AlphaZero è stato addestrato per la sua partita di scacchi sul giornale.